# Croton tartonrairoides
Espèce
Croton tartonrairoides est une espèce de plantes à fleurs du genre Croton et de la famille des Euphorbiaceae, présente en Bolivie.